# Парламент
Парла́мент (англ. parliament, фр. parlement, от parler — говорить) — высший представительный и законодательный орган в государствах с наличием системы разделения властей.
В Молдавии, Грузии, Бельгии, Великобритании, Греции, Италии, Камбодже, Канаде, Франции, Чехии, Казахстане и некоторых других странах парламенты имеют одноимённое название. В конституциях Азербайджана (Милли меджлис), России (Федеральное собрание), Киргизии (Жогорку Кенеш), Таджикистана (Маджлиси Оли), Туркменистана (Милли Генгеш), Украины (Верховная рада), Абхазии (Народное Собрание), Белоруссии (Национальное собрание), Израиля (Кнессет), Монголии (Хурал), Сербии и Черногории (Скупщина), Болгарии (Народное собрание), Северной Македонии (Собрание), Польши, Латвии и Литвы (во всех трёх странах — Сейм), Финляндии (Эдускунта), Швеции (Риксдаг), Германии (Бундестаг), Армении (Национальное Собрание) и некоторых других употребляются собственные наименования для обозначения парламентов (см. основную статью Парламенты стран мира).
Парламент является представительным органом, в котором всё население и регионы страны представлены выбранными представителями. Как правило, весь парламент или нижняя палата парламента (например, в федерациях) формируется путём всеобщих выборов.
В современных государствах парламенты, как правило, являются законодательными органами, то есть наделены полномочиями принимать законы, а также, в той или иной мере формировать и контролировать исполнительную власть (например, выносить вотум недоверия правительству и осуществлять процедуру импичмента президента).

## История парламента
Органы народного представительства существовали ещё в древних государствах, таких как Древний Рим. Это могло быть народное собрание, совет старейшин, Сенат (Древний Рим), Комиции, вече, курултай и т. п. В Средние века получила распространение сословно-представительная система: роль, схожую с ролью парламента, играли органы, состоявшие из представителей различных сословий (Генеральные штаты во Франции, Кортесы в Испании, Земский собор в России и т. д.).
Родиной современного парламентаризма считается Англия. Прообраз парламента был образован в Англии в XIII веке, когда король Иоанн Безземельный был вынужден подписать «Великую хартию вольностей». Согласно этому документу, король не имел права вводить новые налоги без согласия королевского совета. Великобритания — первая страна, где парламент принял на себя всю полноту власти.
Исторически парламент выполнял роль амортизатора между властью (монархом) и обществом, являлся формой представления общества во власти. Часто парламент играет решающую роль во время социальных катаклизмов: Английская революция XVII века, Роспуск парламента Оливером Кромвелем и пр. Постепенно из второстепенного органа, призванного сглаживать конфликты между властью и народом, парламент превратился в большинстве стран в высший государственный орган.
Самыми древними парламентами в мире считаются парламенты Острова Мэн (Тинвальд) и Исландии (Альтинг), созданные в X веке. Тинвальд, созданный в 979 году, на протяжении своей истории действовал непрерывно, альтинг же, возникший около 930 года, официально не работал в 1801—1845 годах (хотя неофициальные собрания были).

## Выборы в парламент
Современная демократия требует, чтобы хотя бы одна из палат парламента избиралась непосредственно населением. Выборы в парламент являются индикатором настроений в обществе, которые находят выражение в политических партиях различной направленности. Как правило, партия или коалиция, набравшая большинство голосов, формирует правительство. Выборы могут проходить как по пропорциональной (выбирают партии) системе, так и по мажоритарной системе (выбирают депутатов от избирательных округов). Выборы проводятся регулярно, как правило, раз в 4—5 лет.

## Состав парламента
Парламент может состоять из одной или двух палат. В двухпалатном парламенте, как правило, одна из палат является верхней, вторая — нижней. Так, в Великобритании верхняя палата Парламента — Палата лордов, нижняя — Палата общин, в России — Совет Федерации и Государственная Дума, в Казахстане — Сенат парламента и Мажилис парламента, в США — Сенат и Палата представителей. Как правило, верхняя палата формируется менее демократическим путём, чем нижняя.
Законопроекты либо должны быть приняты обеими палатами (Италия, СССР в 1936—1988 гг., Российская империя в 1906—1917 гг.) либо принимаются сначала нижней палатой и должны быть одобрены верхней (ГДР в 1949—1957, Россия с 1993 года).
В составе парламента обычно действуют также комитеты и комиссии по определенным вопросам (по экономике, иностранным делам и т. д.). Они занимаются подготовкой решений парламента на соответствующую тему.
Кроме того, в парламенте создаются фракции, формируемые по политическому принципу, как правило, из представителей партий, и депутатские группы, объединяющие депутатов, не вошедших во фракции.
Члены парламента обычно называются депутатами для нижней палаты парламента и сенаторами — для верхней. Обычно в парламент входят 300—500 членов, но число их может быть весьма различным (от нескольких десятков до 2—3 тысяч).

## Парламенты стран мира
В двухпалатных, первое выражение — верхняя палата
- Австрия — двухпалатное Федеральное Собрание: Бундесрат и Национальрат
- Армения — однопалатное Национальное собрание Армении
- Азербайджан — однопалатный Милли Меджлис
- Великобритания — двухпалатный парламент: Палата лордов и Палата общин
- Германия — однопалатный Бундестаг
- Израиль — однопалатный Кнессет
- Италия — двухпалатный парламент: Сенат и Палата Депутатов
- Испания — двухпалатные Генеральные кортесы: Сенат и Конгресс Депутатов
- Латвия — однопалатный Сейм
- Китай — однопалатное Всекитайское собрание народных представителей
- Россия — двухпалатное Федеральное Собрание: Совет Федерации и Государственная Дума
- Румыния — двухпалатный парламент: Сенат и Палата Депутатов
- США — двухпалатный Конгресс: Сенат и Палата представителей
- Украина — однопалатная Верховная Рада
- Франция — двухпалатный парламент: Сенат и Национальное собрание (до 1946 года Палата Депутатов)
- Финляндия — однопалатный Эдускунта
- Швейцария — двухпалатное Федеральное собрание: Штендерат и Национальрат
- Эстония — однопалатный Рийгикогу

## Международные парламенты
Существует ряд международных органов, в той или иной степени подпадающих под определение парламента. Как правило, они работают в структуре какой-либо международной организации. Такие органы могут избираться непосредственно населением, но чаще формируются из представителей национальных парламентов. Всенародные выборы в законодательное собрание имеются в Европейском союзе, Андийском совете, Парламенте Центральной Америки; планируется Арабский парламент и Парламентская ассамблея Союза России и Беларуси. Парламентские ассамблеи из представителей парламентов имеются, в частности, в Совете Европы, НАТО, ОБСЕ, СНГ. В Женеве работает Межпарламентский союз — ассоциация парламентов мира. В 2008 году в Стамбуле учреждена Парламентская Ассамблея тюркоязычных стран.

## Парламенты в истории
- Парламенты Иерусалимского королевства